# کوه‌های سالتورو
کوه‌های سالتورو (اردو: سلسلہ کوہ سالتورو) زیررشته‌ای از رشته‌کوه قراقروم است که در قلب این رشته‌کوه و جنوب شرقی یخچال سیاچن که یکی از دو یخچال طبیعی بزرگ زمین در خارج از مناطق قطبی است، قرار دارد. نام این کوه‌ها از دره سالتورو گرفته شده که در غرب آن واقع شده‌است.
کوه‌های سالتورو بخشی از قراقروم کوچک است که در بخش جنوبی و غربی یخچال‌های بزرگ قراقروم (از غرب به شرق: یخچال سیاچن، یخچال بالتورو، یخچال بیافو و یخچال هیسپار) قرار دارد.
این کوه‌ها به عنوان بخشی از جامو و کشمیر مورد ادعای دولت هند و به عنوان بخشی از گلگت-بلتستان مورد ادعای پاکستان است. بین سال‌های ۱۹۸۴ تا ۱۹۸۷ هند کنترل نظامی قله‌های اصلی و گردنه‌های این رشته‌کوه و پاکستان کنترل دره‌های یخچالی به سمت غرب را در اختیار گرفتند. علی‌رغم وجود قله‌های فراوان و مناسب برای کوهنوردی، به دلیل وضعیت خاص امنیتی این منطقه، به جز نیروهای نظامی، افراد کمی توانسته‌اند از این کوه‌ها بازدید کنند.

## قله‌های مهم
در جدول زیر قله‌های بلندتر از ۷۲۰۰ متر و دارای ارتفاع نسبی بیش از ۵۰۰ متر (معیار رایج در تعیین کوه مستقل) در کوه‌های سالتورو فهرست شده‌اند.
| کوه                    | ارتفاع (متر) | ارتفاع (فوت) | مختصات جغرافیایی                                              | ارتفاع نسبی (متر) | کوه مادر       | نخستین صعود | صعودها (تلاش‌ها) |
| ---------------------- | ------------ | ------------ | ------------------------------------------------------------- | ----------------- | -------------- | ----------- | --------------- |
| سالتورو کانگری         | ۷٬۷۴۲        | ۲۵٬۴۰۰       | ۳۵°۲۳′۵۷″ شمالی ۷۶°۵۰′۵۱″ شرقی / ۳۵٫۳۹۹۱۷°شمالی ۷۶٫۸۴۷۵۰°شرقی | ۲٬۱۶۰             | گاشربروم ۱     | ۱۹۶۲        | ۲ (۱)           |
| کی۱۲                   | ۷٬۴۲۸        | ۲۴٬۳۷۰       | ۳۵°۱۷′۴۲″ شمالی ۷۷°۰۱′۱۸″ شرقی / ۳۵٫۲۹۵۰۰°شمالی ۷۷٫۰۲۱۶۷°شرقی | ۱٬۹۷۸             | سالتورو کانگری | ۱۹۷۴        | ۴ (۲)           |
| گهنت کانگری (کوه گهنت) | ۷٬۴۰۱        | ۲۴٬۲۸۱       | ۳۵°۳۱′۰۳″ شمالی ۷۶°۴۸′۰۱″ شرقی / ۳۵٫۵۱۷۵۰°شمالی ۷۶٫۸۰۰۲۸°شرقی | ۱٬۴۹۳             | سالتورو کانگری | ۱۹۶۱        | ۴ (۰)           |
| شرپی کانگری            | ۷٬۳۸۰        | ۲۴٬۲۱۳       | ۳۵°۲۷′۵۸″ شمالی ۷۶°۴۶′۵۳″ شرقی / ۳۵٫۴۶۶۱۱°شمالی ۷۶٫۷۸۱۳۹°شرقی | ۹۰۰               | گهنت کانگری    | ۱۹۷۶        | ۱ (۱)           |